# Христо Христов (футболист, р. 1972)
Вижте пояснителната страница за други личности с името Христо Христов.
Христо Христов-Индианеца е бивш български футболист, защитник.
Роден е на 7 декември 1972 г. в село Мирянци, Пазарджишко. Висок е 184 см и тежи 77 кг. Играл е за Хебър, Марица, Левски (София), Ботев (Пловдив), Кремиковци, Локомотив (Пловдив), Рилски спортист, и Тракия-Пазарджик (Мирянци). В А група има 95 мача и 1 гол. Носител на купата на страната и вицешампион през 1998 г. с Левски (Сф). Има 4 мача за младежкия национален отбор.

## Статистика по сезони
- Хебър – 1993/94 – Б група, 2 мача/0 гола
- Хебър – 1994/95 – Б група, 21/3
- Марица – 1995/96 – Б група, 36/3
- Марица – 1996/97 – А група, 28/0
- Левски (Сф) – 1997/98 – А група, 10/0
- Ботев (Пд) – 1998/ес. - А група, 6/0
- Кремиковци – 1999/пр. - Б група, 13/0
- Локомотив (Пд) – 1999/00 – Б група, 12/1
- Локомотив (Пд) – 2000/01 – Б група, 9/0
- Рилски спортист – 2001/02 – Б група, 19/2
- Рилски спортист – 2002/ес. - А група, 10
- Хебър – 2003/04 – В група, 31/5
- Хебър – 2004/05 – В група, 34/8
- Хебър – 2005/ес. - Б група, 10/1
- Тракия-Пазарджик – 2006/пр. - А ОФГ, 15/4